# 達拉謨郡旗
達拉謨郡旗（Flag of County Durham）是英國英格蘭達拉謨郡的旗幟，自2013年開始使用。在現在的旗幟通過之前，達拉謨郡議會的旗幟曾是達拉謨郡的象徵。

達拉謨郡議會旗